# ニンジニアネットワーク 和田ラヂヲの、聴くラヂヲ2
ニンジニアネットワーク 和田ラヂヲの、聴くラヂヲ2（ニンジニアネットワーク わだラヂヲの、きくラヂヲツー）は、エフエム愛媛とエフエム香川、岡山エフエム放送で2017年12月8日から毎週土曜日の21:00 - 21:30に放送されていたバラエティー番組である。

## 概要
愛媛県在住の漫画家・和田ラヂヲがパーソナリティーを務めるラジオ番組である。リスナーから寄せられた投稿や、和田が出題するお題に対するリスナーの回答が披露される。番組スポンサーはニンジニアネットワーク株式会社。インターネットによる配信も行われている。
2013年4月から、当番組の放送が始まる前週までの約4年半の間には、和田ラヂヲがパーソナリティを務めるニンジニアネットワーク 和田ラヂヲの、聴くラヂヲが同時間帯に放送されていた。
マスコットキャラクターは、國村隼にそっくりな顔だけのキャラクター「ジュンコちゃん」だった。
2023年12月16日放送分で、同12月30日の第318回をもって「聴くラヂヲ2」としては終了し、2024年1月6日から『ニンジニアネットワーク 和田ラヂヲの、聴くラヂヲ3』を放送するとの発表があった。和田は「ギャグは無限大（インフィニティー）」であると述べている。

## 出演者と内容

### 出演者
- 和田ラヂヲ（パーソナリティー）[1][6]
- ピスタチオさん（ディレクター）[注釈 1]
- ゆうとさん（2022年年末ごろ-）

過去に
- まるちゃん（ディレクター）[8][注釈 2]（開始-2022年秋ごろ。配置転換により降板）

### コーナー
コーナーに対するお便りを紹介する場合、和田（ラージメールのみアシスタント）から必ず「○○さん（投稿者）の✕✕（コーナー名）」とアナウンスし、その後各コーナーにそった効果音を流してから作品を読み上げる。
- 爆笑コーナー→爆笑のゾーン→爆笑のステージ[1][4]
- 週替わりコーナー→週替わりのゾーン→週替わりのステージ
  - 全国弱点巡り[1][4]
  - 竹原文学賞[1][4]
  - 聴くラヂヲのかるたを作ろう
- お悩みコーナー→お便りのゾーン→ノーマルメール・ラージメール[1][4]
- おさわりコーナー[1][4]
- やればできる[10]

5週目がある月は、原則として第5週に特別コーナー（稀に公開生放送・収録など）が設けられる他、8月中旬には「怖い○○」の統一テーマで投稿を募集する。

### 月間ラヂヲ賞
放送された投稿や回答の中から各週に1点ずつ、優秀な作品を「月間ラヂヲ賞」エントリー作品として選出する。毎月の最終週には、その月のエントリー作品の中から「月間ラヂヲ賞」を1点選出する。受賞者には和田のサイン入り色紙と番組ノベルティーが贈呈される。各エントリー作品と「月間ラヂヲ賞」受賞作品は、それぞれの放送回の最後に発表される。
なお2021年1月1日には、2020年1年間放送された「月間ラジオ賞」の中から年間最優秀賞を選ぶコーナーがあった。これ以後、2024年度からの3も含めて、毎年年末最終日、または翌年初回のどちらかで、「ラジオ賞年間最優秀賞」を発表している。

### 週間ラシンク賞
放送された投稿や回答の中から各週に1点ずつ、和田がイラストに描きたい作品を「週間ラシンク賞」として選ぶ。描画の様子は、ラシンクのホームページとYouTubeに動画として掲載される。

### エアファンクラブ
ポッドキャスティングまたはインターネットラジオによる配信の場合は、番組の末尾に「和田ラヂヲの、聴くラヂヲ エアファンクラブ」への新規登録者名が発表される。リスナーは同エアファンクラブにおける任意の会員番号を事前に申請することができ、申請した番号が既存の番号と重複しなければ、その番号を会員番号として「エアファンクラブ会員」に登録される。ただし和田のTwitterのフォロワー人数よりも大きい番号（過去数例）や、負の数の番号（過去1例）、小数点のある番号については登録できない場合がある。

## インターネットによる配信
番組はポッドキャスティングとインターネットラジオでも配信されており、本放送の翌日から聴取ができる。全局radikoによる本放送の聴取も可能である。
番組ホームページでは、インターネットラジオの「オンデマンド方式」で聴くことができる。

## 過去の公開録音・イベント

### 公開録音
- 2018年6月23日 - 愛媛県伊予郡松前町のエミフルMASAKIにある、エフエム愛媛のサテライトスタジオ「エミスタ」にて、公開録音が行われた[16][17][18]。
- 2019年10月19日 - FM岡山の開局20周年記念として、アリオ倉敷にて第2回目の公開収録（同年11月2日放送）[19]が行われた。これに先駆け、同日 12:00 - 12:30に生放送されている『Ario Happy Saturday』（FM岡山のみ）にも和田がゲスト出演した。

### その他イベント
- 「和田ラヂヲの街ブラヂヲ」シリーズ（事前収録によるロケーション特番）
  - 2018年10月28日 19:00 - 20:00：北海道編[20]
  - 2019年1月1日 18:00 - 19:55：しまなみ海道と尾道編[21]
  - 2019年11月3日 19:00 - 20:00：倉敷市真備町編
  - 2020年1月1日 18:00 - 19:55：南予編、ゲスト・五明拓弥（グランジ）、ナレーター・遠山大輔（グランジ）[22]
  - 2022年1月2日 21:00 - 22:00 : 福を求めて編（ゲスト同上）
- 「そうだ、大竹さんに会いに行こう」 2023年6月18日 19:00-19:55
  - 愛媛県美術館での大竹伸朗展開催時に、その展示を見ながら2人のトークを行ったもの

## 掲載誌
- 「Radio scoop」 『月刊愛媛こまち』2018年2月号、アイクコーポレーション。
- 『TV Bros.』2018年8月号、東京ニュース通信社。